# Гутурама зелена
Гутура́ма зелена (Euphonia mesochrysa) — вид горобцеподібних птахів родини в'юркових (Fringillidae). Мешкає в Андах.

## Опис
Довжина птаха становить 9-10 см, вага 12-15 г. Самці мають переважно зелене забарвлення, крила і хвіст більш темні з чорнуватими краями, обличчя і нижня частина тіла дещо світліші. Нижня частина грудей і центральна частина живота жовтуваті, на лобі іржаста пляма, по потилиці попелясто-сиза пляма, на грудях сірий "комірець". Самиці мають менш яскраве забарвлення, горло у них жовтувате, живіт білуватий, шия і крила сіруваті. Очі темно-карі, дзьоб і лапи сизі.

## Підвиди
Виділяють три підвиди:
- E. m. mesochrysa Salvadori, 1873 — східні схили Анд в Колумбії і Еквадорі;
- E. m. media (Zimmer, JT, 1943) — східні схили Перуанських Анд;
- E. m. tavarae (Chapman, 1925) — східні схили Анд на південному сході Перу і в Болівії.

## Поширення і екологія
Зелені гутурами мешкають в Колумбії, Еквадорі, Перу і Болівії. Вони живуть у вологих рівнинних, гірських і хмарних тропічних лісах і на узліссях. Зустрічаються поодинці або парами, переважно на висоті від 1000 до 2150 м над рівнем моря. Живляться ягодами і плодами, доповнюють свій раціон дрібними комахами та іншими безхребетними.